# Influencer (Buch)
Influencer: Die Ideologie der Werbekörper ist ein Sachbuch von Ole Nymoen und Wolfgang M. Schmitt, das 2021 erstmals bei Suhrkamp erschienen ist. Das Buch enthält eine Analyse der Influencer anhand verschiedener Phänomene in den sozialen Netzwerken und wurde in Spanisch, Koreanisch und Slowenisch übersetzt.

## Inhalt
Influencer sind für die Autoren nicht alle Personen, die auf sozialen Netzwerken viele Follower und dadurch Einfluss auf den öffentlichen Diskurs haben, sondern lediglich Personen, deren Auftreten im Internet primär Werbung beinhaltet.
Das Phänomen hätten bereits Kinofilme der letzten Jahrzehnte vorweggegriffen: Etwa schmiere sich Patrick Bateman in American Psycho im Rahmen seiner Morning-Routine zahlreiche Cremes ins Gesicht, treibe viel Sport und sei besorgt um seine öffentliche Reputation. Mittlerweile sei das Kino weniger bedeutend geworden.
Die Influencer sollen durch ihre Werbung „die ständige Reproduktion des Kapitals absichern“, das seit der Abnahme des Wirtschaftswachstum seine Waren trotzdem verkaufen müsse. Sie würden trotz ihres finanziellen Kapitals prekär leben, weil sie den Entscheidungen der Plattformen ausgesetzt seien.
Nymoen und Schmitt differenzieren die Influencer nach verschiedenen Zielgruppen: Während einige der Influencer eindeutig diskriminierende Inhalte verbreiten, gibt es auch moderate Influencer und sogar welche, die besonders für ökologischere Produkte werben. Jedoch seien auch vermeintlich progressive Influencer kritisch zu sehen, da diese nur oberflächliche Lösungen statt systemische Veränderungen vorschlagen. Außerdem wird kritisiert, dass einige Influencer benachteiligte Gruppen, wie zum Beispiel Obdachlose für ihren Profit missbrauchen würden, anstatt ihnen wirklich zu helfen.

## Rezeption
Das Buch war Bestseller im Spiegel, Stern, Börsenblatt und Focus.
Lorina Speder schrieb bei der TAZ, die Lektüre lohne sich aufgrund der wissenschaftlichen Analysen, auch wenn das Gefühl entstehe, die Autoren rechneten mit Influencern ab. Ferner vermutet sie, dass die Autoren das Publikum der Influencer unterschätzen würden.
Ulrike Baureithel spricht beim Tagesspiegel von „einer etwas grobmaschigen politökonomischen Kritik“, die etwa zeitweilige Probleme des Kapitalismus, reaktionären Körperbilder und Marktkonformität umfasse. Leider sei das Buch kulturpessimistisch.
Oliver Weber stimmt bei der Zeit den Analysen der Autoren, die an Theodor W. Adorno angelehnt seien, zu. Influencer seien eine gute Kapitalanlage, die die Kulturindustrie auf die Spitze treiben würden. Warum die Blendung durch die Influencer funktioniere, erkläre das Buch jedoch nicht.
Moritz Plewa rezensierte das Buch auf Soziopolis: „Die von Nymoen und Schmitt vorgelegte Analyse ist daher in jedem Fall begrüßenswert“ und erhellend. Die Analyse der neuen Werbung, ihrer Träger und die Neutralisierung politischer Konflikte durch virtue signalling sei treffend. Der Stil des Buches sei allerdings nicht zielführend. Eine Klassentheorie in Hinsicht auf kulturelles Kapital fehle.
Alex Struwe schreibt in der Jungle World Schmitt und Nymoen würden Kritik teils durch „plumpes Ressentiment“ ersetzen und attestiert dem Buch „bisweilen plattes Bloßstellen mit misogynem Unterton“. Das Buch missverstehe Adornos Analyse der Kulturindustrie in Bezug auf die Vorstellung von manipulierten Massen, womit die Kritik Schmitts und Nymoens selbst Bestandteil derselben Ideologie werde.

## Deutsche Ausgabe
- Ole Nymoen, Wolfgang M. Schmitt: Influencer: Die Ideologie der Werbekörper. Suhrkamp, Berlin 2021, ISBN 978-3-518-07640-8.